# Shetland Museum

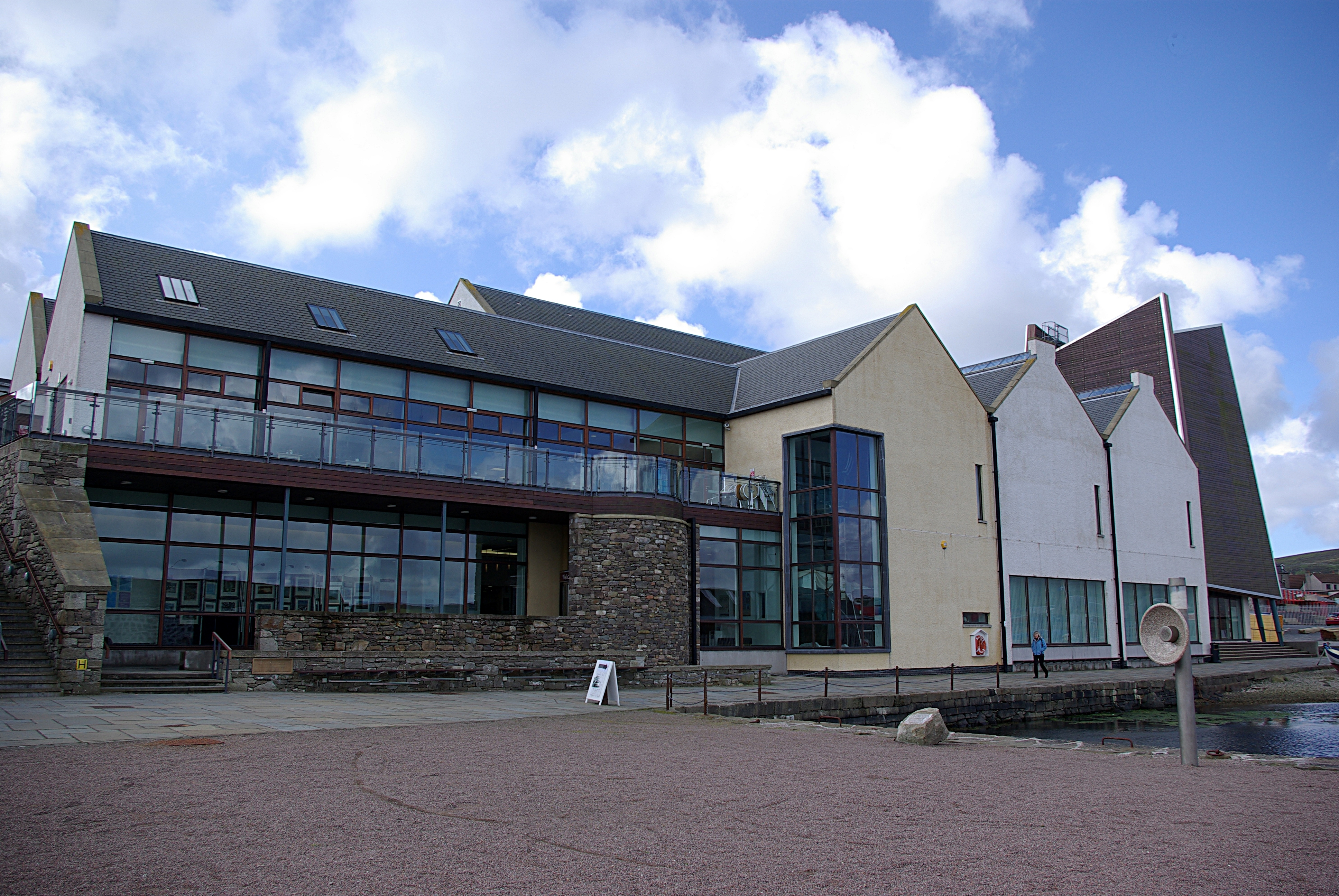
Le Shetland Museum.

Le Shetland Museum and Archives est un musée à Lerwick, capitale administrative et économique de l'archipel des Shetland, ouvert le 31 mai 2007.
Le musée est situé sur le Hay's Dock construit en 1815, et classé dans la catégorie B des monuments historiques écossais.